# Ori
En l'univers fictici de Stargate, els ori són una espècie d'éssers ascendits, es diferencien dels antics en no creure en la seva política de no-intervenció en els assumptes de l'univers. El seu aspecte és el d'un mur de flames o de foc, que simbolitza les flames de l'enllumenat. Aquest lloc es troba al planeta Celestis, que Daniel Jackson i Vala Mal Doran visiten per accident.
Els ori fan servir els seus coneixements infinits de l'univers per convèncer a éssers menors a adorar. En essència solien pertànyer a la mateixa espècie que els antics, però, es van separar a causa de diferències ideològiques: els ori són religiosos mentre que els antics prefereixen la ciència i el coneixement en general.